# Investigación de mercados
En marketing, La investigación de mercados es la herramienta para la identificación, acopio, análisis, difusión sistemática de la información de mercados con el fin de mejorar la toma de decisiones estratégicas. La investigación de mercados ha sido definida como “la planificación, recopilación y análisis de la información relevante para la toma de decisiones en las estrategias de marketing de las organizaciones.” Es un "proceso objetivo y sistemático en el que se genera la información para ayudar en la toma de decisiones."
En una investigación de mercado, se emplean diversas disciplinas como la estadística y el análisis de datos, aplicados a la información obtenida a través de medios como el teléfono, el correo, la observación directa o entrevistas personales. Uno de los principales instrumentos utilizados es el cuestionario, un documento compuesto por varias preguntas con distintas opciones de respuesta. A través de este, se recolecta información de los participantes, lo que permite analizar tendencias de consumo, identificar los mercados más rentables y prever la demanda de un producto.

## Características
La investigación de mercados se compone de instrumentos y técnicas que al aplicarse generan información con un alto grado de validez y confiabilidad con respecto a los comportamientos y características de un mercado. Para generar información se desarrolla un proceso donde se adquiere, registra, procesa y analiza la información, respecto a temas como los clientes, los competidores y el mercado. 
La investigación de mercados sustenta la estrategia empresarial o el lanzamiento de un producto. Busca garantizar la adecuada orientación de las acciones y estrategias de la empresa para satisfacer las necesidades de los consumidores y posibilitar la generación de productos con un ciclo de vida duradero que permita el éxito y avance de la empresa. Además, brinda la posibilidad de aprender y conocer más sobre los actuales y potenciales clientes.
Es una disciplina que ha contribuido al desarrollo de la mercadotecnia y a la industria en general, siendo nutrida por la integración de múltiples disciplinas: psicología, antropología, sociología, economía, estadística, comunicación, entre otras.
El propósito de la investigación de mercados es ayudar a las compañías en la toma de decisiones sobre el desarrollo y la mercadotecnia de los diferentes bienes y servicios. La investigación de mercados representa la voz del cliente al interior y el exterior de las organizaciones empresariales.
Hacer investigación de mercados es recomendable por cuatro sencillas razones, ligadas a la toma de decisiones de cualquier gerente, empresario o político: 
- Reduce riesgos.
- Descubre oportunidades.
- Mejora los resultados.
- Maximiza la rentabilidad de las inversiones.[5]

Como cualquier otro proceso de investigación, se basa en una serie de pasos de planeación y ejecución metódica:
- Definición del problema
- Desarrollo del problema
- Diseño de investigación
- Recolección de datos
- Preparación de análisis de datos
- Elaboración del reporte[6]

## Tipos de investigaciones de mercado
Existen muchos criterios para analizar o clasificar la investigación de mercados, una misma investigación puede ser clasificada de múltiples maneras según sus características y el objetivo de la misma, los que se presentan en esta sección se incluyeron por su uso habitual en la industria: 

### Clasificación según los motivos de investigación
Las Investigaciones de Marketing pueden clasificarse según el motivo o problema que se desea investigar ya sea para identificar o para solucionar el problema.

#### identificación de un problema
Se realiza con el objetivo de ayudar al investigador a identificar problemas que pueden no ser evidentes de inmediato, pero que existen o podrían surgir en el futuro. Ejemplos de este tipo de investigación incluyen estudios sobre el potencial del mercado, participación de mercado, imagen de una marca o empresa, características del mercado, análisis de ventas, pronósticos a corto y largo plazo, y tendencias comerciales.

#### solución de un problema
Los hallazgos de estos estudios se utilizan para tomar decisiones que solucionen problemas específicos de marketing. La mayoría de las empresas lleva a cabo este tipo de investigaciones, abarcando temas como segmentación de mercado, producto, fijación de precios, promoción y distribución.

### Clasificación por el tipo de fuente de información
Para apoyar el proceso de toma de decisiones, un negocio o una organización se pueden basar en información interna, como resultados de sus operaciones, o externa, como la que se obtiene a través de investigación de mercados. Dicha información externa puede provenir de fuentes primarias o secundarias, de donde se desprende la primera clasificación que por lo general se hace cuando se habla de tipos de investigación de mercados.
Investigación de fuentes primarias
Una fuente primaria de información es la que se considera material de primera mano o información de origen, relativa a un fenómeno que se desea investigar. La obtención de datos primarios de información se hace a través de encuestas y entrevistas a personas, observación de conductas, hechos, eventos y objetos, o basándose en la experimentación y la simulación.
Investigación de fuentes secundarias
La investigación documental o también denominada investigación de escritorio o de fuentes de información secundarias, se le llama así por tratar de obtener las respuestas sin realizar trabajo de campo y a partir de fuentes publicadas o datos de "segunda mano", es decir, que fueron recopilados con objetivos diferentes a los de la investigación para las que serán consultadas. Este tipo de investigación se contrapone a la de fuentes primarias, la cual usa datos e información recopilados desde un principio para obtener las preguntas relativas al objeto de estudio.

### Investigación exploratoria y concluyente
A partir de los procedimientos empleados para la recolección de información y el análisis de los datos, se reconocen diferentes diseños de investigación que pueden ser aplicados:
Investigación exploratoria
Este tipo de investigación se utiliza en los casos donde es necesario definir el problema con más precisión, identificar los cursos de acción pertinentes y obtener información adicional antes de que pueda desarrollarse un enfoque. En esta etapa la información requerida está sólo vagamente definida y el proceso de investigación que se adopta es flexible y no estructurado. Proporciona conocimiento y comprensión del problema que tiene el investigador.
Investigación concluyente
Es más formal y estructurada que la exploratoria. Se basa en muestras representativas grandes y los datos obtenidos se someten a un análisis cuantitativo. Ayuda a quien toma las decisiones a determinar, evaluar y seleccionar la mejor alternativa.

### Investigación cualitativa y cuantitativa
Otra forma de clasificar la investigación de mercados es como cualitativa o cuantitativa, según sea la forma de acceder a la información.

#### Investigación cualitativa
La investigación cualitativa es la investigación de carácter exploratorio que pretende determinar diversos aspectos del comportamiento humano como motivaciones, actitudes, intenciones, creencias, gustos, intereses, preferencias, etc.
Las personas a las que se les aplica esta investigación representan los segmentos a los que va dirigido un producto o servicio, por lo que los sujetos de investigación varían de una a otra, de modo que se delimitan los perfiles (geográfico, demográfico, psicológico, etc.) en específico de cada grupo de personas.
En cuanto a las aplicaciones de este tipo de investigación, sirve para obtener información previa de un campo o problema sobre el que no existe ningún dato. Determinar comportamientos, motivaciones, etc.; establecer jerarquías entre los diferentes comportamientos y otras variables psicológicas. Identificar y explotar conceptos, palabras, etc. Así como para reducir y limitar el campo de investigaciones posteriores, o para ampliar información sobre determinados aspectos que no hayan quedado claros en una investigación inicial.
Las técnicas empleadas en estas investigaciones se llaman técnicas cualitativas. Las principales son:
- Entrevista en profundidad: Es un encuentro personal entre el entrevistado y el entrevistador, en el que se pretende obtener información respecto a las creencias, motivaciones u opiniones del entrevistado, con apoyo de una guía de preguntas para direccionar la entrevista. Esta técnica genera información a profundidad sobre un sujeto específico.
- Técnicas de grupo: Principalmente son el grupo focal y el grupo de discusión. Consisten en sesiones donde se desarrolla una conversación con un propósito y un tema en específico. También se dirigen sobre la base de una guía de preguntas y tiene como finalidad el análisis basado en la exposición de ideas de los entrevistados, generando temas de discusión. Esta técnica genera información sobre muchos sujetos pero es más general, al ser realizada en grupo.
- Mystery shopper: también llamado cliente misterioso o comprador misterioso, ya que el investigador se adentra en el entorno por estudiar para evaluar los componentes del mismo, haciéndose pasar por un cliente. El investigador puede hacer o no la compra, haciendo objeciones sobre el producto o servicio para analizar y observar el comportamiento del vendedor.
- Observación: Registro de patrones de conducta de personas, objetos y sucesos de forma sistemática para obtener informaciòn.
- Otras técnicas
  - Método Delphi
  - Repertory Grid
  - Tests proyectivos

#### Investigación cuantitativa
La investigación cuantitativa permite cuantificar la información a través de muestras representativas, a fin de tener la proyección de un universo específico. Refleja lo que ocurre realmente en un mercado; es decir, ofrece respuestas al qué, cuándo, cuánto, dónde y cómo suceden los hechos en segmentos definidos. Esta investigación es estructurada y determinante, y se realiza entre un gran número de sujetos entrevistados individualmente. Es capaz de ahondar en los efectos que produce un estímulo en los encuestadores. Además, todos estos datos se reflejan de manera numérica para sus respectivos análisis.
Metodología de investigación que busca cuantificar los datos y que, por lo general, aplica algún tipo de análisis estadístico:
- Trabajo de campo: Es aquella que se aplica extrayendo datos e informaciones directamente de la realidad a través del uso de técnicas de recolección (como entrevistas o encuestas) con el fin de dar respuesta a alguna situación o problema planteado previamente.
- Fuentes secundarias: Denominación utilizada para designar la investigación que recoge los datos de las fuentes internas y de las fuentes externas secundarias y los estudios realizados con estos datos. Mediante esta investigación se recopilan datos o información pública a los que cualquier persona tiene acceso.
- Investigación operativa: Es la que trata de la preparación científica de las decisiones.
- Investigación publicitaria: Es aquella que se ocupa del estudio de los diferentes aspectos relacionados con el proceso de comunicación en la sociedad. Comprende tres áreas de estudio:
  - Investigación analítica: Investigación socioeconómica de la publicidad. Comprende el estudio de la publicidad a nivel global desde un enfoque socioeconómico, jurídico, tecnológico; con carácter descriptivo.
  - Investigación de los mensajes publicitarios: Análisis de los mensajes publicitarios, desde su creación hasta sus efectos. Son objeto de estudio: las proporciones o ideas preliminares (test de concepto), las expresiones creativas, comprensión del mensaje, credibilidad del mensaje, recuerdo del mensaje, atención del mensaje, actitudes, comportamiento.
  - Investigación de medios: Estudio de los diferentes medios publicitarios. Sus principales objetos de investigación son: difusión de los medios, calidad de los mensajes, audiencia, equivalencias publicitarias, recuerdo de la publicidad, contenido de los medios de comunicación e inversión
  - investigación exploratoria: La investigación exploratoria tiene el objetivo de investigar y analizar información específica que no ha sido profundamente estudiada. Es decir, se encarga de tener un primer acercamiento para que posteriormente, se pueda hacer una investigación más detallada.  Investigación descriptiva: Se enfoca en realizar un informe detallado sobre el fenómeno de estudio, sus características y configuración. No le importan ni las causas, ni las consecuencias de este, solamente quiere tener una visión clara para entender su naturaleza.   Investigación explicativa: Con este tipo de investigación es posible encontrar la relación existente entre la causa y consecuencia de un fenómeno específico. De esta forma es posible conocer el por qué de este y cómo ha llegado a su estado actual. https://juditho5.wordpress.com/tipos/

## La industria de insights
En los últimos años, la industria de investigación de mercados se transforma en la llamada "industria de los insights." La razón es que mientras la investigación de mercados se caracteriza por los métodos de colección y análisis de información, herramientas digitales contemporáneas permiten a los clientes conducir análisis analíticos basados en grandes cantidades de datos producidos en tiempo real, llamados macrodatos (en inglés, big data). Investigaciones con expertos de la industria de investigación revelan que la facilidad de conseguir información en línea a bajo coste y en tiempo real es un catalizador que transforma la industria de investigación de mercados.

## Segmentación de mercados
La segmentación de mercados es un proceso esencial en el marketing que permite a las empresas identificar y categorizar grupos de consumidores con características y necesidades similares.

### Tipos de segmentación de mercado
1. Segmentación geográfica: Este tipo de segmentación divide el mercado en función de los límites geográficos. Las necesidades e intereses de los clientes potenciales pueden variar según su ubicación geográfica, clima y región.
2. Segmentación demográfica: Este tipo de segmentación divide el mercado a través de diferentes variables como la edad, género, nacionalidad, nivel educativo, tamaño de la familia, ocupación, ingresos, etc.
3. Segmentación psicográfica: Este tipo de segmentación se basa en las características de personalidad, estilos de vida, actitudes y valores de los consumidores.
4. Segmentación conductual: Este tipo de segmentación se basa en el comportamiento del consumidor, como sus hábitos de compra, lealtad a la marca y uso del producto.[10]

Además, es importante destacar que si se combinan muchas variables para proporcionar una visión profunda de un segmento, se denomina segmento profundo. Cuando se proporciona suficiente información para formar una imagen clara de un miembro típico del segmento, se denomina perfil de comprador.
La segmentación de mercados permite a las empresas optimizar sus productos, esfuerzos de marketing, publicidad y ventas. Permite que las marcas creen estrategias para diferentes tipos de consumidores, dependiendo de la forma en la que perciben el valor total de ciertos productos y servicios. De esta forma, pueden introducir un mensaje más personalizado con la certeza de que será recibido con éxito.
```
* La segmentación de mercado ofrece varias ventajas importantes para las empresas:
```

Aumento del rendimiento comercial: Al dividir el mercado en segmentos más pequeños, es más probable que la empresa tenga una estrategia orientada directamente a cubrir sus ventas a esa porción del mercado12.
Mejoras en la expansión de negocio: La focalización empresarial permite que el negocio pueda dirigir su radio de acción hacia segmentos que de otro modo no serían posibles1.
Incremento en el índice de fidelización: Implementar técnicas de segmentación del mercado no sólo ayuda a la expansión del mercado, sino que también es un elemento imprescindible para asegurar la fidelización de clientes1.
Optimización del uso de los recursos: La segmentación de mercados permite una mejor focalización de la estrategia de marketing y optimiza el uso de los recursos de la empresa en cuanto a toma de decisiones y las áreas logística, de producción y marketing3.
Personalización de productos y servicios: Un mejor conocimiento del cliente permite personalizar productos y servicios para satisfacer las necesidades más concretas de los submercados4.
Publicidad orientada: Al tener identificado nuestro nicho de mercado, podemos dedicar los esfuerzos en el foco, sin distracciones5. https://emprendepyme.net/ventajas-y-desventajas-de-la-segmentacion-de-mercado.html